# Корабль

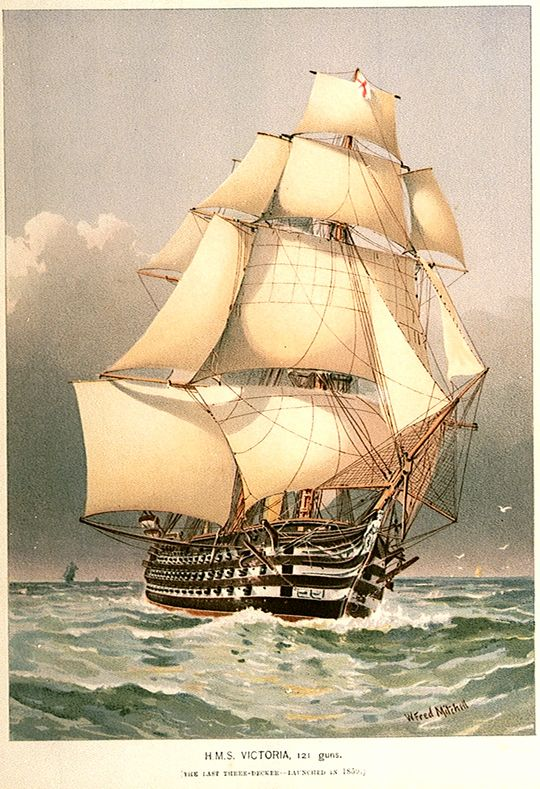
Линейный корабль «Виктория». Великобритания, 1859

Кора́бль — крупное морское судно.

## История возникновения термина
Русскоязычный термин «корабль» впервые употреблён в древних русских летописях наравне с иными, ушедшими в прошлое названиями плавающих средств (судов): «скедии», «лодьи», «ушкуи», «карбаты», «струги». Точного происхождения слова «корабль» не установлено. Родственные слову «корабль» слова: «корабос» (греческое), «карабелла» (испанское), «каравелла» (итальянское).

### Парусный флот
В эпоху парусного флота кораблём называлось любое мореходное судно, за исключением маломерных. Отдельные типы кораблей сильно различались — как по архитектуре, вооружению, так и по назначению.
В России XVIII и в первой половине XIX веков «кораблём» называлось двух- и трёхдечные линейные корабли. Фрегаты, по оснастке бывшие кораблями, таковыми не именовались.

Современные корабли
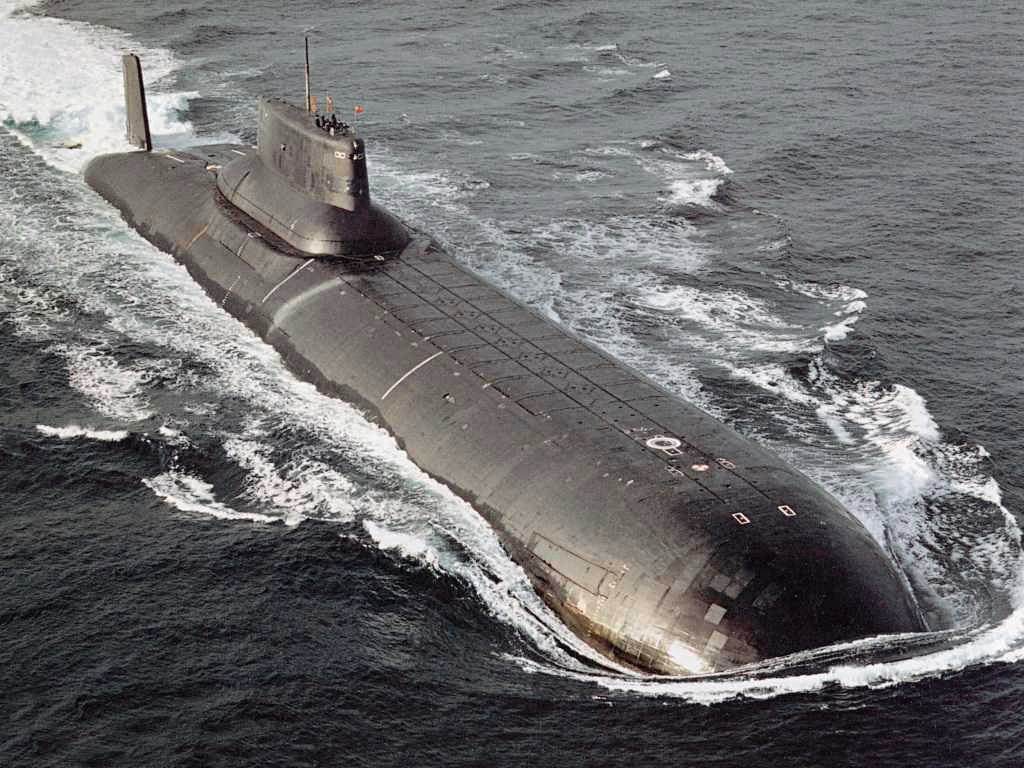
Корабль типа ТРПКСН проекта 941 «Акула»
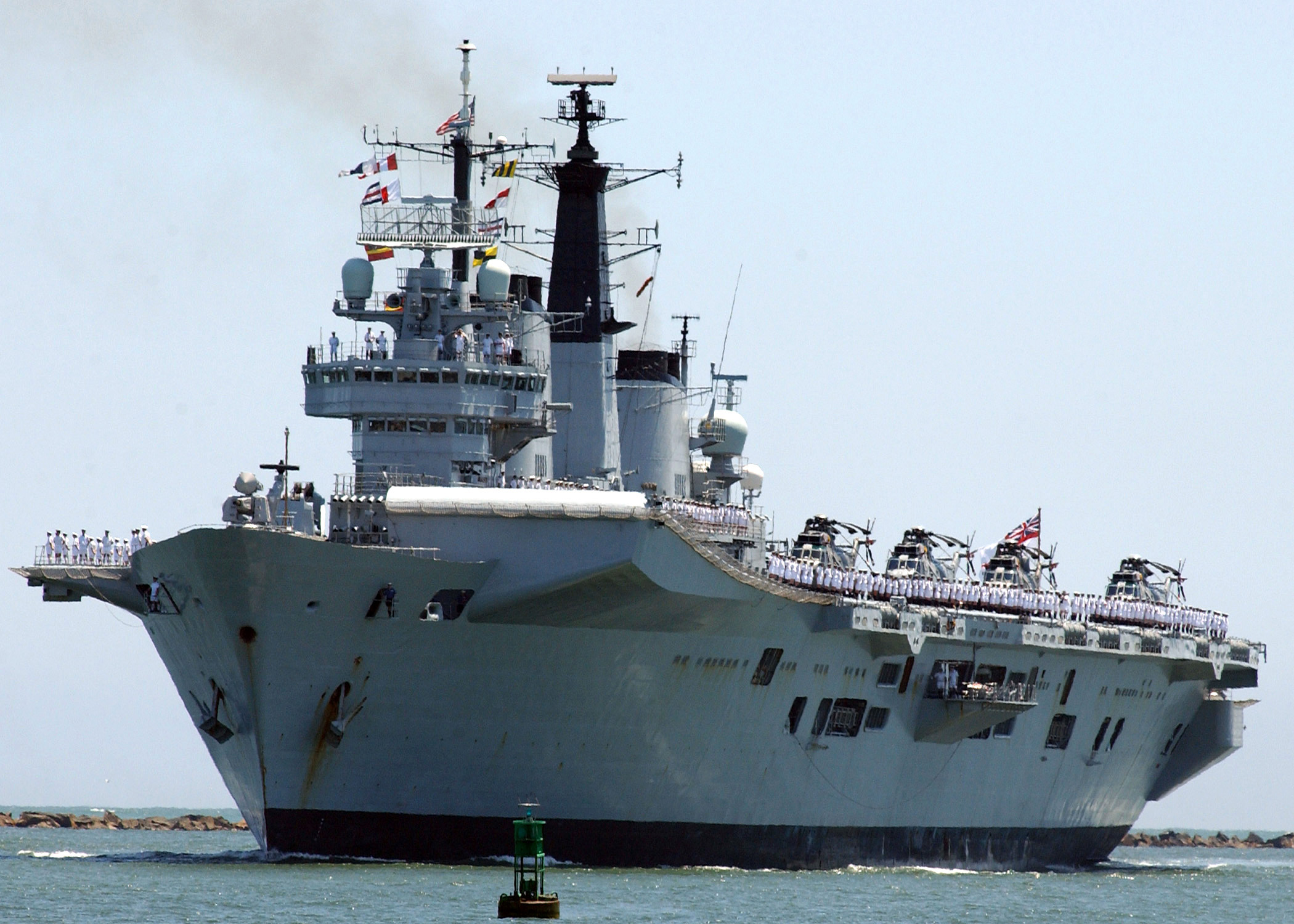
Корабль типа Авианосец